# Muotkajärvi (sjö i Enontekis, Lappland, Finland, lat 68.65, long 23.85)
Muotkajärvi är en sjö i Finland. Den ligger i kommunen Enontekis i landskapet Lappland, i den norra delen av landet, 900 km norr om huvudstaden Helsingfors och 8 kilometer nordost om byn Näkkälä. Muotkajärvi ligger 432,8 meter över havet.'LMV'/> Omgivningarna runt Muotkajärvi är i huvudsak ett öppet busklandskap. Arean är 47,1 hektar och strandlinjen är 4,21 kilometer lång. Sjön  ingår i Kemi älvs huvudavrinningsområde. 